# Ronald Singh
Ronald Singh (sinh ngày 17 tháng 2 năm 1997) là một cầu thủ bóng đá người Ấn Độ thi đấu ở vị trí tiền vệ cho ATK ở Indian Super League.